# Saison 1909-1910 des Sénateurs d'Ottawa
Autres saisons
Saison précédente Saison suivante
La saison 1909-1910 de hockey sur glace est la vingt-cinquième à laquelle participent les Sénateurs d'Ottawa.

## Classement
|                              | PJ | V  | D  | DP | BP | BC  |
| ---------------------------- | -- | -- | -- | -- | -- | --- |
| Wanderers de Montréal        | 12 | 11 | 1  | 0  | 91 | 41  |
| Sénateurs d'Ottawa           | 12 | 9  | 3  | 0  | 89 | 66  |
| Creamery Kings de Renfrew    | 12 | 8  | 3  | 1  | 96 | 54  |
| Silver Kings de Cobalt       | 12 | 4  | 8  | 0  | 79 | 104 |
| Club de hockey de Haileybury | 12 | 4  | 8  | 0  | 77 | 83  |
| Shamrocks de Montréal        | 12 | 3  | 8  | 1  | 52 | 95  |
| Canadiens de Montréal        | 12 | 2  | 10 | 0  | 59 | 100 |

## Meilleurs marqueurs
| Nom           | PJ | B  |
| ------------- | -- | -- |
| Marty Walsh   | 11 | 23 |
| Bruce Ridpath | 12 | 15 |

## Saison régulière

### Janvier
| No | Date       | Visiteur                     | Score | Domicile              | Fiche |
| -- | ---------- | ---------------------------- | ----- | --------------------- | ----- |
| 1  | 15 janvier | Shamrocks de Montréal        | 3-15  | Sénateurs d'Ottawa    | 1-0-0 |
| 2  | 22 janvier | Canadiens de Montréal        | 4-6   | Sénateurs d'Ottawa    | 2-0-0 |
| 3  | 26 janvier | Sénateurs d'Ottawa           | 8-4   | Canadiens de Montréal | 3-0-0 |
| 4  | 29 janvier | Club de hockey de Haileybury | 4-11  | Sénateurs d'Ottawa    | 4-0-0 |

### Février
| No | Date       | Visiteur                  | Score | Domicile                     | Fiche |
| -- | ---------- | ------------------------- | ----- | ---------------------------- | ----- |
| 5  | 5 février  | Sénateurs d'Ottawa        | 5-4   | Silver Kings de Cobalt       | 5-0-0 |
| 6  | 9 février  | Sénateurs d'Ottawa        | 8-4   | Club de hockey de Haileybury | 6-0-0 |
| 7  | 12 février | Creamery Kings de Renfrew | 5-8   | Sénateurs d'Ottawa           | 7-0-0 |
| 8  | 19 février | Sénateurs d'Ottawa        | 5-7   | Wanderers de Montréal        | 7-1-0 |
| 9  | 23 février | Sénateurs d'Ottawa        | 9-6   | Shamrocks de Montréal        | 8-1-0 |
| 10 | 26 février | Silver Kings de Cobalt    | 5-11  | Sénateurs d'Ottawa           | 9-1-0 |

### Mars
| No | Date   | Visiteur              | Score | Domicile                  | Fiche |
| -- | ------ | --------------------- | ----- | ------------------------- | ----- |
| 11 | 5 mars | Wanderers de Montréal | 3-1   | Sénateurs d'Ottawa        | 9-2-0 |
| 12 | 8 mars | Sénateurs d'Ottawa    | 2-17  | Creamery Kings de Renfrew | 9-3-0 |

## Gardien de but
- Percy LeSueur

## Défenseur
- Fred Lake

- Ken Mallen

- Hamby Shore

## Attaquants
- Bruce Stuart

- Walter Smaill

- Marty Walsh

- Albert Kerr

- Bruce Ridpath

- Gordon Roberts